# 庄元祐
庄元祐（?—1571年9月22日），日本戰國時代的武將。父親是三村家親。自稱穗井田氏。

## 生平

### 成為氏的養子
生年不詳，家中長男。庄氏亦寫成「莊氏」，是備中國守護代的家柄。在守護細川氏勢力衰落後，備中國人眾分成親尼子氏、大內氏等勢力爭鬥。最初庄氏和三村氏聯手擴張勢力，不過在永祿2年（1559年），雙方於猿掛交戰。此後陷入膠著狀態，三村家親邀請毛利氏仲介，最後雙方達成和睦。結果，被為資或實近}}（穗井田）迎為養嗣子。

### 毛利家臣時期
成為庄氏養子後，使用庄氏代代相傳的通字（「資」字) ，改名為元資（而「元」字則是受毛利氏許可使用的通字），花押亦更變，作為三村氏的分家兼毛利氏麾下的武將行動。
永祿10年（1567年），在明善寺合戰中，負責三村軍的右翼，不過因為總軍陷入苦戰而慘敗。以後，在毛利氏麾下率領備中國眾，向九州等地出陣、轉戰，得到毛利氏讚賞（『萩藩閥閲錄』）。
元龜2年（1571年），在爭奪佐井田城（齊田城）時，與浦上、宇喜多軍戰鬥時戰死（『桂岌圓覺書』、『花房家記事』等）。亦有其他説法，天正3年（1575年），在備中兵亂中，成為本家備中松山三村氏的友方，與毛利氏交戰，並在齊田城（佐井田城）戰死（三村氏子孫的傳承、系圖）；元龜2年（1571年）1月，在齊田城與宇喜多勢交戰並戰死（『大江家系譜』）。
在後年寫成的毛利氏家譜等中記載，迎毛利元就的四男毛利元清（穗井田元清）為養子，不過根據元清自身的書狀中記述，是以猿掛城所在的穗田鄉為名，於是改姓穗井田，即與庄氏並無關係。

## 外部連結
- 武家家伝＿庄(荘)氏 （页面存档备份，存于）